# High Five Interchange

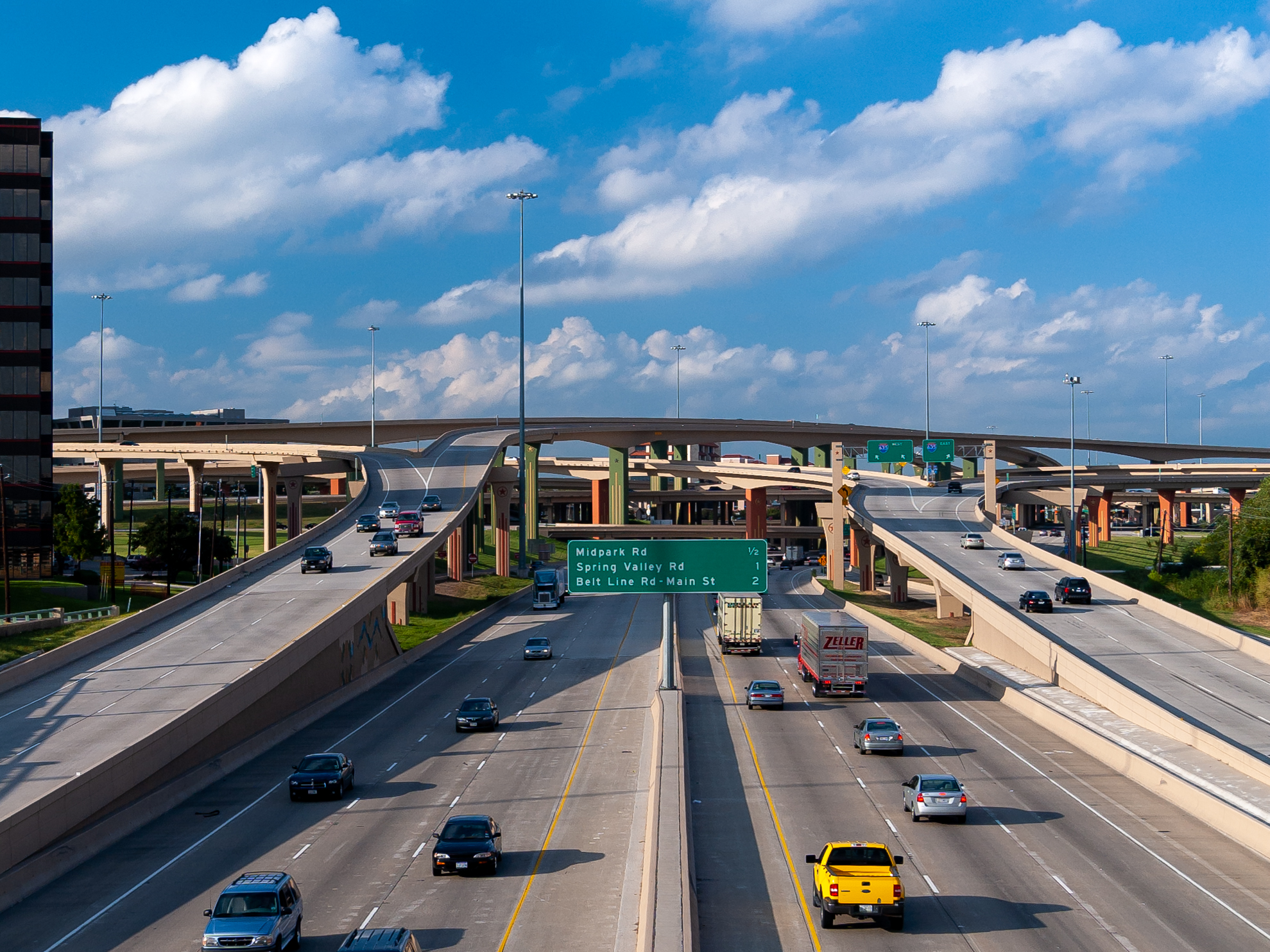
Le en.

Le High Five Interchange est un échangeur autoroutier à cinq niveaux reliant les routes Interstate 635 et US 75, dans la ville de Dallas, dans l'État du Texas aux États-Unis. C'est le premier échangeur à cinq niveaux de la ville.
Sa construction, qui a débuté en 2002 et s'est achevée en décembre 2005, a couté 261 millions de dollars américains.